# Camp petrolífer de Zelten
El camp petrolífer de Zelten (actualment conegut com a camp Nasser) es troba a la ciutat de Zelten a Líbia, al peu de les muntanyes Zelten, a uns 169 km al sud de Marsa El Brega en la concessió 6. Zelten és el major camp petrolífer del Golf de Sirte. Té 229 pous de petroli els quals disposen d'un sistema d'elevació mitjançant gas.

## Antecedents
Va ser descobert l'any 1956, Zelten va ser el pou petrolífer més productiu de Líbia amb una producció d'uns 2.780 m3 diaris. l'any 1959 les seves reserves van ser estimades en 2,5 bilions de barrils (400.000.000 m3) que es trobaven a entre 1.600 i 2.200 metres de fondària. La companyia Esso Standard començà la producció a Zelten l'any 1961. Cap a 2006, la producció acumulada de Zelten va arribar a 2.426 mmb de petroli i de 4.26×1010 m3 de gas.
El camp petrolífer està connectat per un oleoducte fins Marsa El Brega.

## Geologia
A la conca central petrolífera de Sirte, els carbonats del Cretaci superior, Paleocè i Eocè donen lloc a 150 camps petrolífers. baixos en sofre. Els dipòsits de carbonats del Cretaci superior de Zelten estan compostos per dolomita.